# Rhammatophyllum pachyrhizum
Rhammatophyllum pachyrhizum är en korsblommig växtart som först beskrevs av Grigorij Silych Karelin och Ivan Petrovich Kirilov, och fick sitt nu gällande namn av Otto Eugen Schulz. Rhammatophyllum pachyrhizum ingår i släktet Rhammatophyllum och familjen korsblommiga växter. Inga underarter finns listade i Catalogue of Life.